# Текун Уман
Текун Уман або Текум II Уман (ісп. Tecun Uman; між 1500 та 1504 — 20 лютого 1524) — володар (ахав) мая-кіче, організатор спротиву іспанським конкістадорам.

## Життєпис
Походив з династії Кікаби. Про його правління замало відомостей. Знано, що військовий досвід добув у війна з мая-какчикелей та Кускатланом. У 1523 році брав участь у битвах проти іспанців при річці Самала та міста Сапотітлан, де індіанці зазнали поразки.
Коли у 1524 році на землі кіче вдерлися іспанці на чолі із Педро де Альварадо, Текун Уман зібрав 10 тисяч вояків. З ним зустрів ворога у битві при Кетцальтенанго (в долині Ель-Піналь). Після 3-годинної битви мая зазнали поразки, а Текун загинув у герці з Альварадо. Загибель Текун Уман овіяна численними легендами в мая.

## Пам'ять
- У 1960 році урядом Гватемали оголошений національним героєм.
- На його честь названо місто на кордоні з Мексикою.
- Іменем Текун Умана назвали міжвідомчу робочу групу у складі поліцейських, солдат і прикордонників.